# Championnats du monde de BMX 2022
Navigation
Édition précédente Édition suivante
Les championnats du monde de BMX 2022, 26e édition des championnats du monde de BMX organisés par l'Union cycliste internationale, ont lieu du 27 au 31 juillet 2022 à Nantes, en France.
Pour la première fois, des championnats du monde réservés aux coureurs de moins de 23 ans (espoirs) sont au programme pour les hommes et les femmes.

## Podiums
| Épreuves               | Or                        | Argent              | Bronze            |
| ---------------------- | ------------------------- | ------------------- | ----------------- |
| Épreuves masculines    |                           |                     |                   |
| Course élites          | Simon Marquart            | Kye Whyte           | Joris Daudet      |
| Course moins de 23 ans | Léo Garoyan               | Juan Camilo Ramírez | Asuma Nakai       |
| Course juniors         | Julian Bijsterbosch       | Jaymio Brink        | Wannes Magdelijns |
| Épreuves féminines     |                           |                     |                   |
| Course élites          | Felicia Stancil           | Zoé Claessens       | Merel Smulders    |
| Course moins de 23 ans | Malene Kejlstrup Sørensen | Nadine Aeberhard    | Molly Simpson     |
| Course juniors         | Léa Brindjonc             | Veronika Stūriška   | Sabina Košárková  |

## Classements

### Course masculine élites
| Pos                                | Cycliste         | Pays            |
| ---------------------------------- | ---------------- | --------------- |
|                                    | Simon Marquart   | Suisse          |
| Médaille d'argent, Coupe du Monde  | Kye Whyte        | Grande-Bretagne |
| Médaille de bronze, Coupe du Monde | Joris Daudet     | France          |
| 4.                                 | Gonzalo Molina   | Argentine       |
| 5.                                 | Sylvain André    | France          |
| 6.                                 | Izaac Kennedy    | Australie       |
| 7.                                 | Arthur Pilard    | France          |
| 8.                                 | Eddy Clerté      | France          |
| 9.                                 | Cameron Wood     | États-Unis      |
| 10.                                | Vincent Pelluard | Colombie        |

### Course féminine élites
| Pos                                | Cycliste         | Pays       |
| ---------------------------------- | ---------------- | ---------- |
|                                    | Felicia Stancil  | États-Unis |
| Médaille d'argent, Coupe du Monde  | Zoé Claessens    | Suisse     |
| Médaille de bronze, Coupe du Monde | Merel Smulders   | Pays-Bas   |
| 4.                                 | Alise Willoughby | États-Unis |
| 5.                                 | Mariana Pajon    | Colombie   |
| 6.                                 | Manon Veenstra   | Pays-Bas   |
| 7.                                 | Laura Smulders   | Pays-Bas   |
| 8.                                 | Camille Maire    | France     |
| 9.                                 | Dorte Balle      | Danemark   |
| 10.                                | Vineta Pētersone | Lettonie   |

## Tableau des médailles
| Rang  | Nation          | Or | Argent | Bronze | Total |
| ----- | --------------- | -- | ------ | ------ | ----- |
| 1     | France          | 2  | 0      | 1      | 3     |
| 2     | Pays-Bas        | 1  | 1      | 1      | 3     |
| 3     | Suisse          | 1  | 2      | 0      | 3     |
| 4     | Danemark        | 1  | 0      | 0      | 1     |
| 4     | États-Unis      | 1  | 0      | 0      | 1     |
| 6     | Colombie        | 0  | 1      | 0      | 1     |
| 6     | Grande-Bretagne | 0  | 1      | 0      | 1     |
| 6     | Lettonie        | 0  | 1      | 0      | 1     |
| 9     | Belgique        | 0  | 0      | 1      | 1     |
| 9     | Canada          | 0  | 0      | 1      | 1     |
| 9     | Japon           | 0  | 0      | 1      | 1     |
| 9     | Tchéquie        | 0  | 0      | 1      | 1     |
| Total | Total           | 6  | 6      | 6      | 18    |